# Pantelozetes paolii
Pantelozetes paolii är en kvalsterart som först beskrevs av Oudemans 1913.  Pantelozetes paolii ingår i släktet Pantelozetes och familjen Oribellidae. Inga underarter finns listade i Catalogue of Life.